# Заполярье — Пурпе — Самотлор
Заполярье — Пурпе — Самотлор — российский магистральный нефтепровод, построенный и эксплуатируемый компанией «Транснефть». Является самым северным магистральным нефтепроводом в России с общей протяжённостью около 900 километров. Нефтепровод связывает богатые нефтеносные месторождения северных районов Красноярского края и Ямала с нефтеперерабатывающими мощностями на юге Сибири, а также нефтепроводом Восточная Сибирь — Тихий океан (ВСТО).

## Реализация проекта
22 апреля 2010 года Председатель Правительства РФ Владимир Путин подписал распоряжение Правительства о строительстве магистрального нефтепровода по маршруту «Заполярье — Пурпе — Самотлор».
Строительство нефтепровода предполагалось осуществить в два этапа: на первом этапе — проектирование и строительство нефтепровода «Пурпе — Самотлор»; на втором этапе — проектирование и строительство нефтепровода «Заполярье — Пурпе».
Фактическое строительство нефтепровода началось ещё до подписания распоряжения Правительства. Так, официальный старт работам ещё 11 марта 2010 года дал заместитель Председателя Правительства РФ Игорь Сечин. Тогда же прошла и сварка первого стыка трубопровода в районе Нижневартовска.
Строительство нефтепровода велось с опережением графика. И уже 25 октября 2011 года недалеко от Ноябрьска прошла церемония ввода в эксплуатацию участка Пурпе — Самотлор.
5 марта 2012 года началась реализация второго этапа строительства магистрального нефтепровода — был сварен первый стык системы Заполярье-Пурпе. Завершить весь проект планировалось в IV квартале 2016 года. Среди компаний, которые выразили заинтересованность в проекте, назывались «ЛУКОЙЛ», «Газпром нефть», «Газпром» и ТНК-BP.
31 августа 2016 года был начат приём нефти в трубопроводную систему Заполярье — Пурпе. Первая нефть поступила с Пякяхинского месторождения, разработку которого ведёт ПАО «ЛУКОЙЛ».
18 января 2017 года Президент России Владимир Путин официально запустил вторую очередь нефтепровода Заполярье — Пурпе. Таким образом был дан старт эксплуатации всего магистрального нефтепровода Заполярье — Пурпе — Самотлор.

## Стоимость и характеристики проекта
Протяжённость магистрального нефтепровода Пурпе — Самотлор составляет 429 километров, он имеет диаметр 1020 мм и мощность 25 млн тонн нефти в год (с возможностью расширения пропускной способности до 50 млн тонн нефти в год). Работу нефтепровода обеспечивают три нефтеперекачивающие станции. Совокупные инвестиции на данном этапе составили 44,8 млрд рублей (или 55,9 млрд руб. в ценах 2010 г.).
Магистральный нефтепровод Заполярье — Пурпе имеет мощность 45 млн тонн в год и протяжённость 488 км. Диаметр трубы 1020/820 мм. Работу нефтепровода обеспечивают две нефтеперекачивающие станции. Строительство участка Заполярье-Пурпе обошлось в 237,8 миллиардов рублей. Изначально предполагалось, что в финансировании данного проекта примут участие нефтяные компании ТНК-ВР, Газпром нефть, Северэнергия и Лукойл. Однако впоследствии схема финансирования была пересмотрена и большую часть затрат взяла на себя Транснефть. Компенсировать эти затраты предполагалось за счёт тарифной политики на прокачку нефти по данным нефтепроводам, а также за счёт обязательств нефтяных компаний по заполнению трубы.

## Технологические решения
Почти 80 % маршрута нефтепровода Заполярье — Пурпе проложено над поверхностью земли — на специальных опорах, что исключает воздействие тепла, выделяемого от трубы, на вечномёрзлые грунты. Строение самих опор также имеет свои особенности: часть из них имеют неподвижные основания, часть перемещается в одной плоскости, а некоторые — могут двигаться во всех плоскостях. Подобные технологические решения обусловлены особенностями изменения грунта и самого трубопровода в условиях сильных перепадов температур. Научно-исследовательскими и опытно-конструкторскими работами, связанными со строительством самого северного в России магистрального нефтепровода, занимался НИИ Транснефть.
Ввиду низких зимних температур и скорости ветра, которая нередко превышает 40 м/сек в местах пролегания нефтепровода, а также особенностей северной нефти, которую отличает высокая вязкость, были созданы специальные пункты подогрева нефти. Это позволяет облегчить транспорт нефти по трубопроводу и избежать её застывания.
В местах миграции северных оленей на участках нефтепровода Заполярье-Пурпе-Самотлор предусмотрены специальные оградительные конструкции, которые обеспечивают беспрепятственный проход оленей, предотвращают их травмирование, а также повреждение нефтепровода.
Инженерные и технологические решения, использованные при строительстве нефтепровода, защищены более чем 30 международными патентами.